# دي رووي
دي رووي (بالإنجليزية: Donald Rowe)‏ هو مدرب كرة سلة أمريكي، ولد في سنة 1929.

## روابط خارجية
- دي رووي على موقع كلية كرة السلة في سبورتس رفرنس.كوم (الإنجليزية)